# Paul Reiser

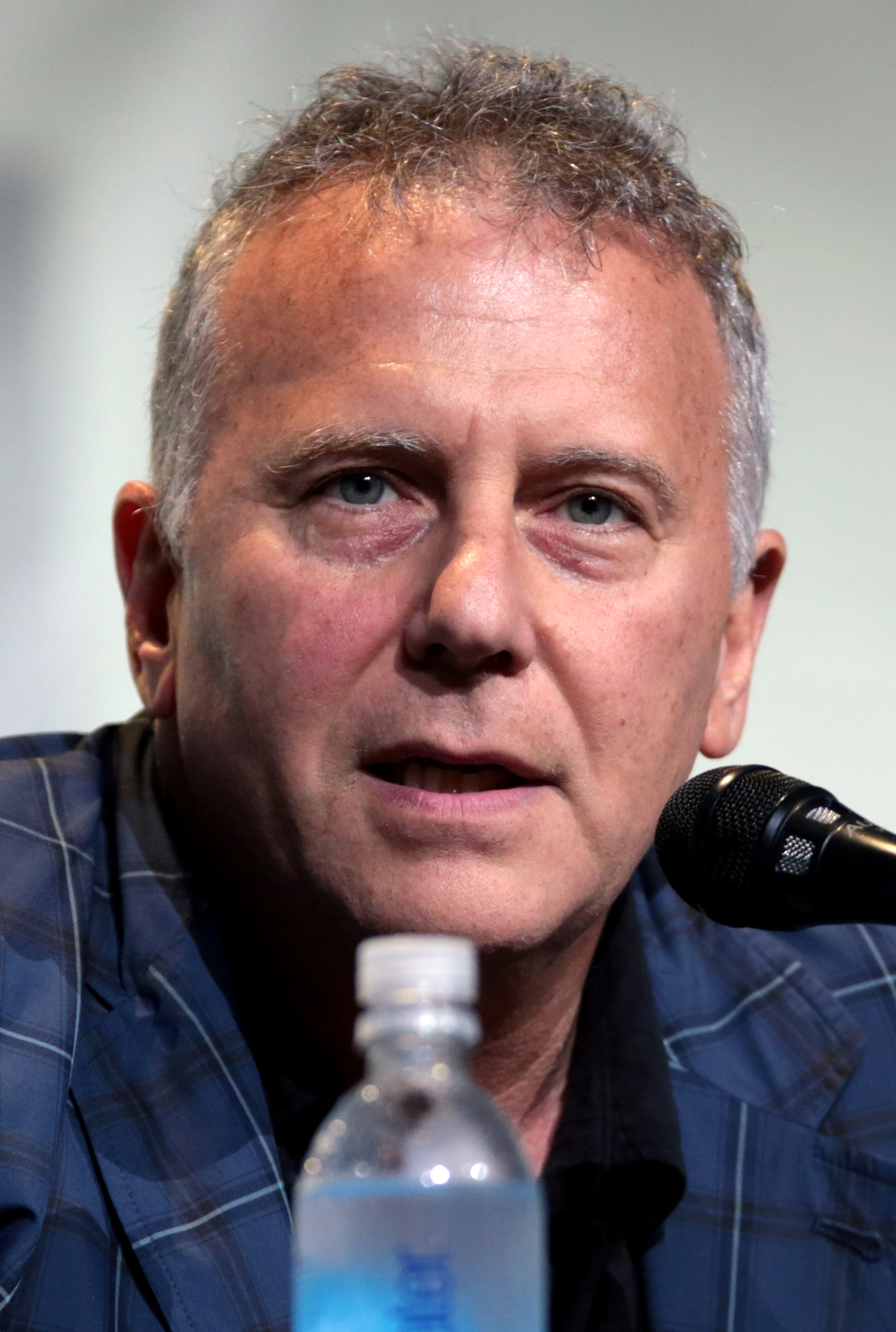
Paul Reiser (2016)

Paul Reiser (* 30. März 1956 in New York City) ist ein US-amerikanischer Schauspieler.

## Leben
Reiser machte seinen Abschluss an der Stuyvesant High School in New York City und erhielt seinen B.A. an der Binghamton University, wo er sich auf Musik (vor allem auf das Klavierspiel und das Komponieren) konzentrierte. Er spielte in zahlreichen Theaterproduktionen seiner Universität mit.
Seine Karriere startete er als Stand-Up Comedian. 1986 wurde er durch seine Rolle als skrupelloser Konzernmitarbeiter in James Camerons Aliens – Die Rückkehr einer breiteren Öffentlichkeit bekannt. Aber auch durch die von ihm mitentwickelte Fernsehserie Verrückt nach dir (englisch Mad About You), in der er neben Helen Hunt eine Hauptrolle spielte, wurde er populär. Die Serie war so erfolgreich, dass Reiser und Hunt in der letzten Staffel im Jahr 1999 jeweils eine Million US-Dollar pro Episode bekamen. Für die Serie steuerte er den Titelsong Final Frontier bei, den er mit Don Was aufnahm.
Einen Namen macht er sich auch als Autor. Bis heute hat er drei Bücher namens Couplehood, Babyhood (Deutsch: Ein Vatertag ist schöner als der andere) und Familyhood verfasst. Die Bücher standen wochenlang auf den amerikanischen Bestsellerlisten.
Seit dem 21. August 1988 ist er mit Paula Ravets verheiratet, mit der er zwei Söhne hat und in Los Angeles lebt.

## Filmografie (Auswahl)
- 1982: Remington Steele (Fernsehserie, Folge 1x13 Gute Nacht, Steele)
- 1982: American Diner
- 1984: Beverly Hills Cop – Ich lös’ den Fall auf jeden Fall (Beverly Hills Cop)
- 1986: Aliens – Die Rückkehr (Aliens)
- 1987: Beverly Hills Cop II
- 1987: Was nun? (Cross My Heart)
- 1987–1990: Ein Vater zuviel (My Two Dads, Fernsehserie, 60 Folgen)
- 1991: Die blonde Versuchung (The Marrying Man)
- 1992–1999, 2019: Verrückt nach dir (Mad About You, Fernsehserie, 174 Folgen)
- 1993: The Tower
- 1993: Family Affairs – Mein Vater der Spieler (Family Prayers)
- 1994: Werbung für die Liebe (Mr. Write)
- 1995: Bye Bye, Love
- 1998: Jerry Seinfeld: I’m Telling You for the Last Time
- 1999: An deiner Seite (The Story of Us)
- 2001: Eine Nacht bei McCool’s (One Night at McCool's)
- 2002: Purpose
- 2002: Frauen gegen Männer (Women vs. Men, Fernsehfilm)
- 2005: Reine Familiensache (The Thing About My Folks)
- 2009: Wie das Leben so spielt (Funny People)
- 2013: Liberace – Zu viel des Guten ist wundervoll (Behind the Candelabra)
- 2014: Whiplash
- 2014: Life After Beth
- 2014–2015: Married (Fernsehserie, 10 Folgen)
- 2014–2017: Red Oaks (Fernsehserie, 23 Folgen)
- 2015: Erschütternde Wahrheit (Concussion)
- 2016: Joshy – Ein voll geiles Wochenende (Joshy)
- 2016: Dirty Cops – War on Everyone (War on Everyone)
- 2016: Rendezvous mit dem Leben (The Book of Love)
- 2016: The Darkness
- 2016: Miles
- 2017: The Little Hours
- seit 2017: Stranger Things (Fernsehserie)
- 2018: Bad Spies (The Spy Who Dumped Me)
- 2019–2021: The Kominsky Method (Fernsehserie, 12 Folgen)
- 2021: Fatherhood
- 2021: Scenes from an Empty Church
- 2022: The Boys (Fernsehserie, 2 Folgen)
- 2022: Reboot (Fernsehserie, 8 Folgen)
- 2024: The Gutter
- 2024: Beverly Hills Cop: Axel F